# Verdejo gasta un millón
Verdejo gasta un millón es una película chilena de comedia estrenada en 1941 en los teatros de la Italo Chilena. Fue dirigida por el director italiano Eugenio de Liguoro, cuando este residió en Chile. Según la crítica de la época «..ha habido unidad, dialogación [sic] fácil, amena, y salpicada de chistes de buena ley», siendo la película que más recaudaría en la década por taquilla. Esta película fue el debut de la popular actriz chilena Malú Gatica. 

La película cuenta con una continuación llamada Verdejo gobierna en Villaflor, pero esta se encuentra perdida.

## Sinopsis
Juan Verdejo -personaje de la revista Topaze, interpretado por Eugenio Retes- un organillero, obtiene un cheque de un millón de pesos por parte de un millonario que le dice que tiene que gastarlo todo en 6 meses, y mediante la especulación bancarias Verdejo cuadriplica el dinero. Con el dinero obtenido disfruta de lujos como "autos con radio" y "departamentos de lujo".